# Proclamação da República da Alemanha

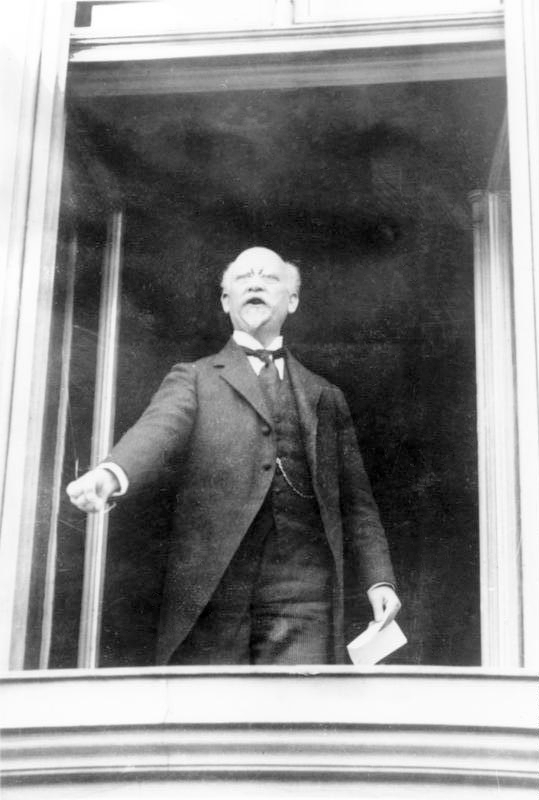
Philipp Scheidemann proclama a república no Edifício do Reichstag em 9 de novembro de 1918.

A Proclamação da República na Alemanha ocorreu em Berlim duas vezes em 9 de novembro de 1918, a primeira no Edifício do Reichstag por Philipp Scheidemann do Partido Social-Democrata da Maioria da Alemanha (MSPD) e a segunda algumas horas depois por Karl Liebknecht, o líder da Liga Espartaquista marxista, no Palácio de Berlim.
Na Revolução Alemã de 1918-1919, durante a qual os social-democratas e os espartaquistas estavam entre os grupos que lutaram para determinar a futura forma de governo do país, foi o MSPD e as ideias dos partidos democráticos burgueses que prevaleceram sobre os espartaquistas e sua ideia mais radical de uma república de estilo soviético. O Império Alemão foi transformado de uma monarquia em uma república parlamentar-democrática com uma constituição liberal. O discurso de Scheidemann marcou o ponto em que se pode dizer que o Império acabou e a República de Weimar nasceu.

## Antecedentes
A liderança do MSPD viu as suas antigas exigências de democratização do Reich serem abordadas pelas reformas constitucionais de Outubro de 1918. A emenda à Constituição do Império Alemão transformou o Reich alemão em uma monarquia parlamentar na qual o governo não respondia mais ao imperador, mas à maioria no Reichstag. Devido à mudança constitucional, o MSPD estava inicialmente disposto a preservar a forma monárquica de governo, em parte porque estava preocupado com a continuidade e queria uma acomodação com as elites do Império. A liderança do partido, no entanto, logo começou a pressionar pela abdicação do Imperador Guilherme II, cuja posição havia se tornado insustentável devido à sua responsabilidade pela derrota da Alemanha na Primeira Guerra Mundial. Mas o Imperador, que estava no Quartel-General do exército em Spa, Bélgica, desde 29 de outubro, continuou adiando a decisão.
Na noite de 8 de novembro, a liderança do MSPD em Berlim soube que o Partido Social-Democrata Independente (USPD), uma dissidência mais anti-guerra e de esquerda do Partido Social-Democrata (SPD) original, havia convocado reuniões e manifestações em massa para o dia seguinte. Era de se esperar que eles exigissem não apenas a abdicação do Imperador, mas também a abolição total da monarquia. Para evitar as exigências, o último chanceler do Reich, o príncipe Max von Baden, a pedido do presidente do MSPD, Friedrich Ebert, anunciou a abdicação de Guilherme II na manhã de 9 de novembro, antes mesmo de ele ter abdicado. A declaração afirmava:
| “ | O Imperador e Rei decidiu abdicar do trono. O Chanceler do Reich permanecerá no cargo até que as questões relacionadas à abdicação do Imperador, à renúncia ao trono pelo Príncipe Herdeiro do Império Alemão e da Prússia e à instalação de uma regência sejam resolvidas. | ” |

Depois que o Imperador soube do anúncio, ele e sua família fugiram para o exílio na Holanda, onde, em 28 de novembro de 1918, ele e o Príncipe Herdeiro Guilherme assinaram o documento de abdicação. Ao meio-dia de 9 de novembro, Max von Baden, agindo em violação à constituição, transferiu unilateralmente o cargo de chanceler do Reich para Friedrich Ebert. Ele, por sua vez, pediu a von Baden que atuasse como regente imperial até que um sucessor de Guilherme II como imperador alemão fosse nomeado. Embora von Baden tenha recusado a oferta, Ebert continuou a acreditar que poderia salvar a monarquia.

## Proclamação de Scheidemann

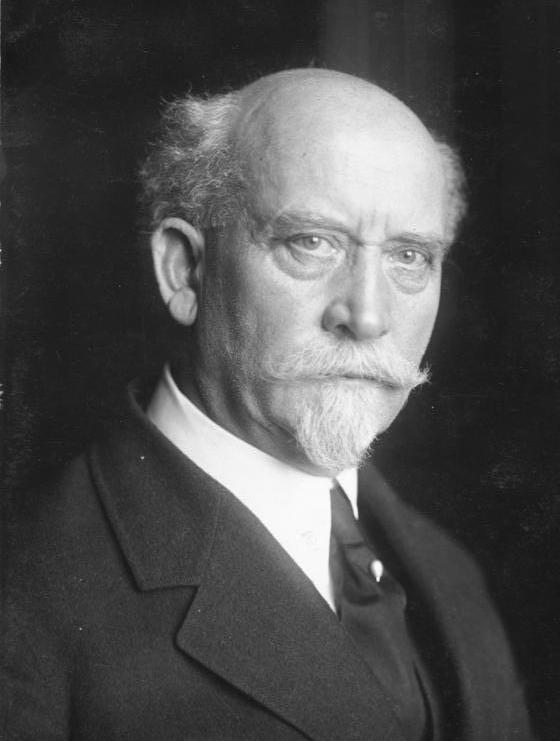
Philipp Scheidemann

O anúncio da abdicação do trono chegou tarde demais para causar qualquer impressão nos manifestantes em Berlim. Em vez de se dispersarem, como o jornal Vorwärts do SPD os incentivou a fazer, mais e mais pessoas se aglomeraram no centro de Berlim e se manifestaram entre a sede do imperador no Palácio de Berlim, a sede do governo do Reich na Wilhelmstrasse e o edifício do Reichstag.
Na sala de jantar do edifício do Reichstag, Philipp Scheidemann, que havia sido secretário de Estado de Max von Baden desde 3 de outubro e foi um dos primeiros social-democratas a ocupar um cargo governamental na Alemanha, estava sentado almoçando em uma mesa separada de Friedrich Ebert. Enquanto estava lá, Scheidemann soube que Karl Liebknecht pretendia proclamar uma república soviética em breve. Scheidemann acreditava que, se o MSPD quisesse manter a iniciativa, teria que ficar à frente de seus oponentes de esquerda. Portanto, pouco depois das 14h – segundo seu próprio relato, "entre a sopa e a sobremesa" – ele foi até a segunda janela do segundo andar, ao norte do portal principal do edifício do Reichstag, e proclamou a república. Imediatamente depois, de volta à sala de jantar, Scheidemann entrou em uma discussão acalorada com Ebert sobre a ação não autorizada de Scheidemann. Ebert bateu na mesa em sua raiva contra Scheidemann. "Vocês não têm o direito de proclamar a república! O que acontecerá com a Alemanha, uma república ou qualquer outra forma, cabe à assembleia constituinte decidir!"
Em 9 de novembro de 1918, sob o título "Proclamação da República", o Vossische Zeitung citou o discurso de Scheidemann da seguinte forma:
| “ | Nós triunfamos em todo o caminho; o velho não existe mais. Ebert foi nomeado chanceler do Reich, e o tenente Göhre, membro do Reichstag, foi designado ministro da guerra. A tarefa agora é consolidar a vitória que conquistamos; nada pode nos impedir de fazer isso. Os Hohenzollerns abdicaram. Cuide para que nada manche este dia orgulhoso. Que seja um dia de honra para sempre na história da Alemanha. Viva a República Alemã. | ” |

O jornalista austríaco Ernst Friedegg, que registrou o discurso estenograficamente, publicou-o em 1919 no Almanaque Revolucionário Alemão com uma redação ligeiramente diferente:
| “ | "O povo alemão triunfou em todos os aspectos. A velha podridão ruiu; o militarismo acabou! Os Hohenzollerns abdicaram! Viva a República Alemã! O deputado Ebert foi proclamado chanceler do Reich. Ebert foi encarregado de formar um novo governo. Este governo incluirá todos os partidos socialistas. Agora, nossa tarefa é não deixar que esta brilhante vitória, esta vitória plena do povo alemão, seja manchada, e, portanto, peço que cuidem para que a segurança não seja perturbada! Devemos poder nos orgulhar deste dia em todos os momentos futuros! Nada deve acontecer que nos possa censurar mais tarde! Calma, ordem e segurança são o que precisamos agora! O governador militar de Berlim e Brandemburgo, Alexander von Linsingen, e o Ministro da Guerra, Scheuch, terão cada um um representante designado. O representante do partido, Göhre, assinará todos os decretos do Ministro da Guerra, Scheuch. Portanto, de agora em diante, respeitem os decretos assinados por Ebert e as proclamações assinadas com os nomes de Göhre e Scheuch. Cuidem para que a nova República Alemã que vamos estabelecer não seja ameaçada por nada. Viva a República Alemã." | ” |

Em contraste, a versão do discurso que Scheidemann gravou num disco fonográfico em 9 de Janeiro de 1920 e que foi reproduzida nas suas memórias em 1928, apresenta desvios significativos em relação aos textos das fontes contemporâneas: 
| “ | "Trabalhadores e soldados! Os quatro anos de guerra foram terríveis, os sacrifícios em posses e sangue que o povo teve que fazer foram horríveis. A guerra malfadada chegou ao fim; a matança acabou. As consequências da guerra – sofrimento e miséria – nos pesarão por muitos anos. Não fomos poupados da derrota que queríamos evitar a todo custo. Nossas propostas de negociação foram sabotadas, nós mesmos fomos ridicularizados e caluniados. Os inimigos do povo trabalhador, os verdadeiros inimigos internos, culpados pelo colapso da Alemanha, tornaram-se silenciosos e invisíveis. Eram os guerreiros domésticos que perpetuaram suas demandas de conquista até ontem, enquanto travavam a luta mais amarga contra qualquer reforma da Constituição e, especialmente, do vergonhoso sistema eleitoral prussiano. Esses inimigos do povo, esperançosamente, estão definitivamente eliminados. O Imperador abdicou; ele e seus amigos desapareceram. O povo triunfou sobre eles em todos os aspectos! O Príncipe Max de Baden entregou a chancelaria do Reich ao Deputado Ebert. Nosso amigo formará um governo operário ao qual pertencerão todos os partidos socialistas. O novo governo não deve ser interrompido em seus esforços pela paz e em sua preocupação com trabalho e pão. Trabalhadores e soldados! Tenham consciência do significado histórico deste dia. Coisas inimagináveis aconteceram! Um trabalho grande e imenso nos aguarda. Tudo pelo povo, tudo pelo povo! Nada deve ser feito para desonrar o movimento operário. Sejam unidos, sejam fiéis e cumpram o seu dever! A velha e podre monarquia ruiu. Viva o novo; viva a República Alemã!" | ” |

O texto de Scheidemann foi considerado autêntico até que o historiador Manfred Jessen-Klingenberg, em uma análise crítica da fonte em 1968, conseguiu provar plausivelmente a autoria e a confiabilidade das notas estenográficas publicadas anonimamente por Friedegg. Jessen-Klingenberg concluiu que Scheidemann tinha "entregue uma falsificação escrita por ele mesmo do seu discurso. É certo que ele tinha razões pessoais e políticas compreensíveis para isso."  Scheidemann queria claramente atribuir a culpa pela derrota na guerra aos oponentes de uma paz negociada e, ao fazê-lo, reagir à difamação política dos sociais-democratas pelos perpetradores do mito da facada nas costas, que alegavam que a guerra tinha sido perdida na frente interna pela esquerda e pelos judeus, e não no campo de batalha.  A interpretação de Jessen-Klingenberg ainda é considerada “não ultrapassada”, mesmo depois de mais de cinquenta anos.

## Proclamação de Liebknecht

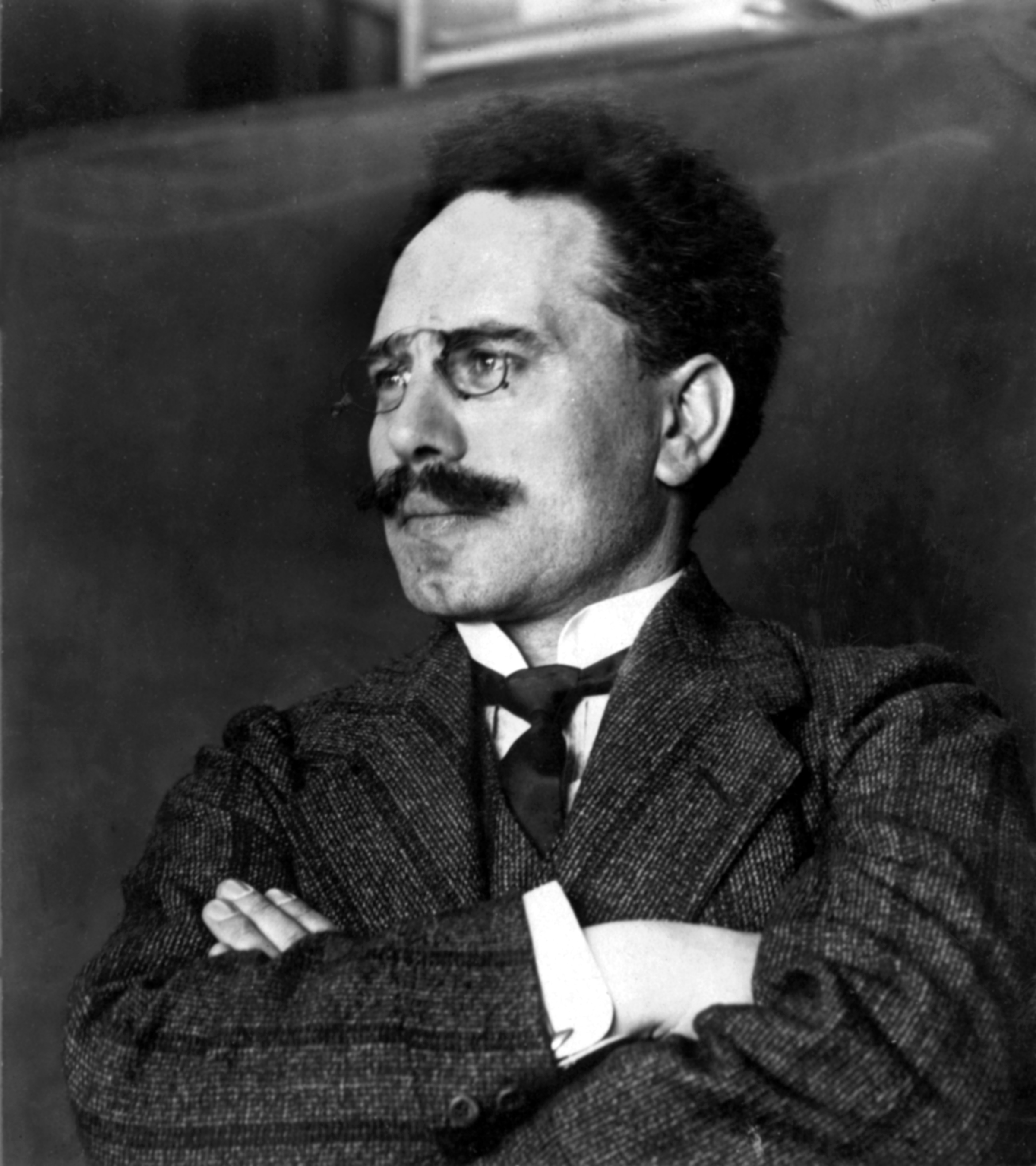
Karl Liebknecht

Na tarde de 9 de novembro de 1918, por volta das 16h, Karl Liebknecht proclamou a "República Socialista Livre da Alemanha" no Lustgarten, em frente ao Palácio de Berlim. De pé no teto de um veículo, ele disse:
| “ | "O dia da revolução chegou. Impusemos a paz. Neste momento, a paz está concluída. O velho não existe mais. O governo dos Hohenzollerns, que durante séculos viveram neste palácio, acabou. Nesta hora, proclamamos a República Socialista Livre da Alemanha. Saudamos nossos irmãos russos que há quatro dias foram vergonhosamente expulsos... Por este portão entrará a nova liberdade socialista dos trabalhadores e soldados. Queremos hastear a bandeira vermelha da República Livre da Alemanha no local onde o estandarte do imperador tremulou!" | ” |

Depois que as tropas que cercavam o Palácio abandonaram seus postos diante da multidão crescente, Liebknecht falou pela segunda vez da grande janela do Portal IV, diretamente acima do portão. O discurso foi reproduzido no Vossische Zeitung do seguinte modo:
| “ | "Camaradas de partido... o dia da liberdade amanheceu. Nunca mais um Hohenzollern pisará nesta praça. Setenta anos atrás, Frederico Guilherme IV estava aqui no mesmo lugar e teve que tirar o chapéu diante da procissão daqueles que haviam caído nas barricadas de Berlim pela causa da liberdade, diante de cinquenta cadáveres cobertos de sangue. Outra procissão passa por aqui hoje. Eles são os fantasmas dos milhões que deram suas vidas pela causa sagrada do proletariado. Com crânios partidos, banhados em sangue, essas vítimas da tirania cambaleiam, e são seguidas pelos fantasmas de milhões de mulheres e crianças que pereceram em luto e miséria pela causa do proletariado. E milhões e milhões de sacrifícios de sangue pela guerra mundial os seguem. Hoje, uma imensa multidão de proletários entusiasmados está no mesmo lugar para prestar homenagem à nova liberdade. Camaradas de partido, eu proclamo o Partido Socialista Livre. República da Alemanha, que abarcará todas as comunidades, na qual não haverá mais servos, na qual cada trabalhador honesto encontrará a recompensa honesta por seu trabalho. O domínio do capitalismo, que transformou a Europa em um campo de cadáveres, está quebrado. Chamamos de volta nossos irmãos russos. Eles nos disseram quando partiram: "Se vocês não conseguirem em um mês o que nós conseguimos, viraremos as costas para vocês". E agora, foram apenas quatro dias. Mesmo que o antigo tenha sido destruído... não devemos acreditar que nossa tarefa esteja concluída. Devemos empregar todas as nossas forças para construir o governo dos trabalhadores e soldados e criar uma nova ordem estatal do proletariado, uma ordem de paz, felicidade e liberdade para nossos irmãos alemães e nossos irmãos em todo o mundo. Estendemos nossas mãos a eles e os convocamos a completar a revolução mundial. Quem entre vocês quiser ver a República Socialista Livre da Alemanha e a revolução mundial realizadas, levante a mão em juramento." | ” |

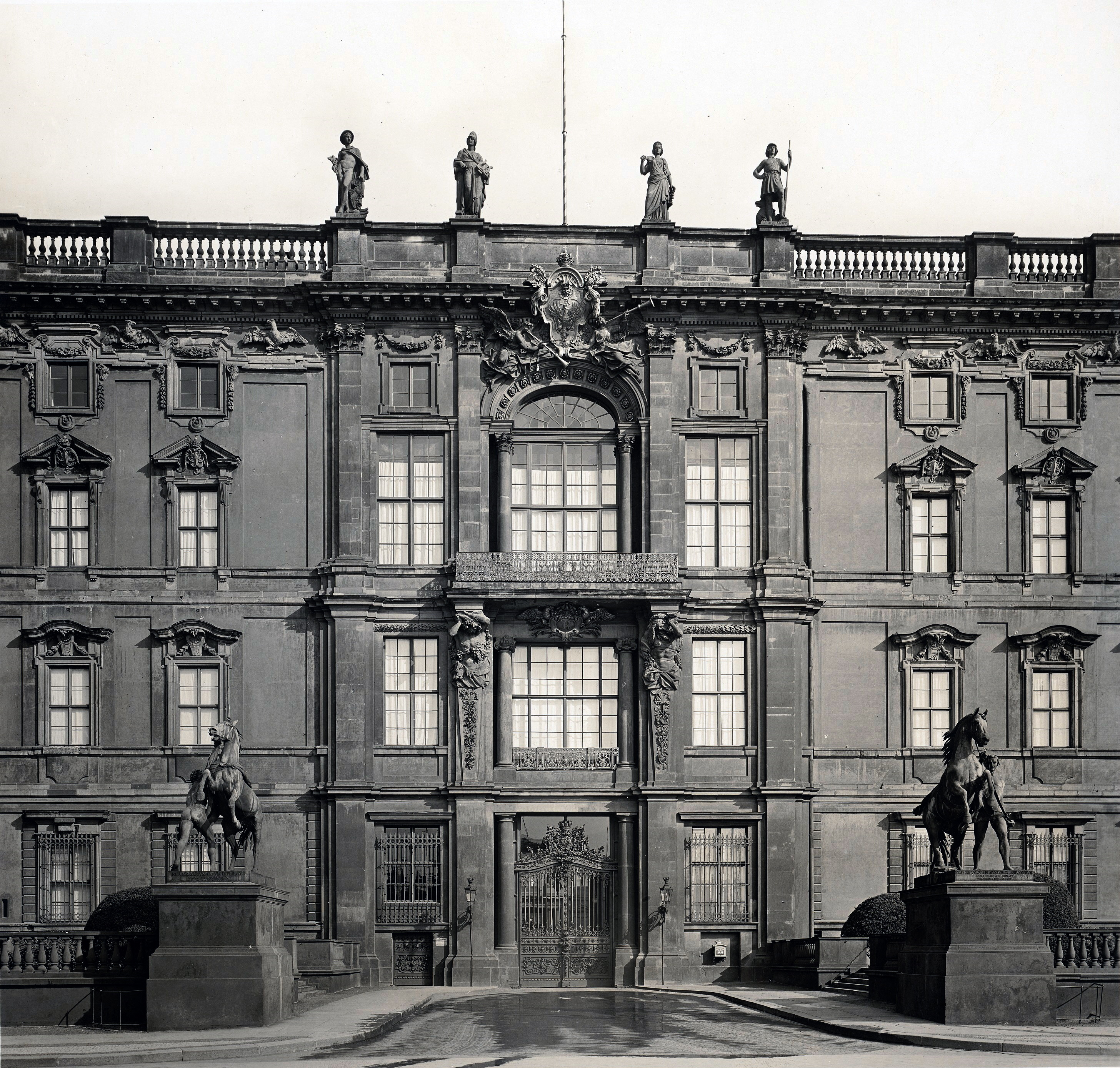
Palácio de Berlim, Portal IV. Da grande janela diretamente acima do portão, Liebknecht proclamou a república socialista

Todas as mãos se ergueram e gritos ressoaram: "Salve a República!". Depois que os aplausos cessaram, um soldado ao lado de Liebknecht gritou:
| “ | "Vida longa ao seu primeiro presidente, Liebknecht!" | ” |

Liebknecht então concluiu:
| “ | "Ainda não chegamos lá. Presidente ou não, precisamos todos nos unir para concretizar o ideal da república. Salve a liberdade, a felicidade e a paz!" | ” |

Os jornais de Berlim noticiaram a proclamação de Liebknecht de forma ainda mais extensa do que o discurso de Scheidemann.  Suas palavras, no entanto, não tiveram um efeito duradouro, pois a ala esquerda dos revolucionários não tinha uma base de poder suficiente e continuou a perder influência após a supressão da revolta espartaquista em janeiro de 1919. Foi somente quando a República Democrática Alemã (Alemanha Oriental) foi fundada em 1949 que a proclamação de Liebknecht foi incluída em uma parte da construção da tradição da Alemanha. O Portal IV do Palácio de Berlim foi recuperado durante a demolição do edifício no pós-guerra e integrado no novo edifício do Conselho de Estado como o "Portal Liebknecht".

## Consequências
A liderança do MSPD inicialmente conseguiu persuadir o USPD a se juntar a eles em um governo interino, o Conselho dos Deputados do Povo. Os três membros do USPD renunciaram ao conselho em 29 de dezembro de 1918 devido a desentendimentos com o MSPD e foram substituídos por dois membros adicionais do MSPD. Janeiro de 1919 viu a revolta espartaquista, durante a qual a liderança do MSPD enviou tropas Freikorps de direita contra os revolucionários de esquerda. Em 19 de janeiro, foram realizadas eleições para a Assembleia Nacional de Weimar. Ela redigiu a Constituição de Weimar, que entrou em vigor em 11 de agosto de 1919. O Artigo 1 começa com a frase: "O Reich Alemão é uma república". Apesar do forte desejo de muitos alemães de restaurar a monarquia e do fracasso da República de Weimar em 1933, nunca houve esforços sérios para retornar a uma forma imperial de governo.
Durante a Levante Espartaquista, em 15 de janeiro de 1919, Karl Liebknecht e Rosa Luxemburgo foram assassinados, com a aprovação de Friedrich Ebert, por membros da Divisão de Cavalaria e Rifles da Guarda. Scheidemann se tornou uma figura odiada nos círculos nacionalistas e étnicos alemães. Houve uma tentativa de assassinato contra ele em 1922. Depois que Adolf Hitler tomou o poder em 1933, ele fugiu para o exílio na Dinamarca . Seu nome estava na primeira lista de expatriados do regime nazista em 25 de agosto de 1933. Scheidemann morreu em Copenhaga em 1939.